# ジョン・デュプランティエ
ジョン・クリストファー・デュプランティエ（Jon Christopher Duplantier、1994年7月11日 - ）は、アメリカ合衆国デラウェア州ニューアーク出身のプロ野球選手（投手）。右投左打。阪神タイガース所属。

## 経歴

### プロ入りとダイヤモンドバックス時代
2016年のMLBドラフト3巡目（全体89位）でアリゾナ・ダイヤモンドバックスから指名され、プロ入り。契約後、傘下のA-級ヒルズボロ・ホップスでプロデビューし、1試合に登板した。
2017年はA級ケーンカウンティ・クーガーズとA+級バイセイリア・ローハイドでプレーし、2球団合計で25試合（先発24試合）に登板して12勝3敗、防御率1.39、165奪三振を記録した。また、この年はオールスター・フューチャーズゲームのアメリカ合衆国選抜に選出された。
2018年にMLB.comが発表したプロスペクトランキングでは74位、ダイヤモンドバックスの組織内では1位にランクインした。この年はルーキー級アリゾナリーグ・ダイヤモンドバックスとAA級ジャクソン・ジェネラルズでプレーし、2球団合計で16試合に先発登板して5勝1敗、防御率2.55、77奪三振を記録した。オフにはアリゾナ・フォールリーグに参加し、ソルトリバー・ラフターズに所属した。
2019年4月1日にメジャー契約を結んでアクティブ・ロースター入りし、同日のサンディエゴ・パドレス戦で10対3とリードした7回からメジャー初登板し3回無失点で初セーブを記録した。また、この試合で同じくメジャー初登板の先発メリル・ケリーが勝利投手となり、セーブが公式記録となって以降、同じ試合でメジャーデビューした2人の投手がそれぞれ勝利とセーブを記録する初のケースとなった。この年は15試合（先発3試合）に登板して1勝1敗1セーブ、防御率4.42、34奪三振を記録した。
2021年は4試合（全て先発）に登板して0勝3敗、防御率13.15と打ち込まれ、7月27日に自由契約となった。7月31日にマイナー契約でダイヤモンドバックスと再契約した。シーズンオフの11月7日にFAとなった。

### ドジャース傘下時代
2021年12月4日にサンフランシスコ・ジャイアンツとマイナー契約を結んだが、12月8日に行われたルール・ファイブ・ドラフトのマイナーリーグフェイズでロサンゼルス・ドジャースから指名され移籍した。しかし、移籍後もメジャーへの昇格機会は無く、2022年オフの11月10日にFAとなった。

### フィリーズ傘下時代
2023年1月4日にフィラデルフィア・フィリーズとマイナー契約を結び、同年のスプリングトレーニングに招待選手として参加した。3月31日にAAA級リーハイバレー・アイアンピッグスに配属されたが、6月17日に自由契約となった。

### メッツ傘下時代
2024年2月29日にニューヨーク・メッツとマイナー契約を結び、同日中にAAA級シラキュース・メッツに配属されたが、6月13日に自由契約となった。

### 独立リーグ時代
同年7月11日、アメリカン・アソシエーションのレイクカントリー・ドックハウンズと契約し、4試合に先発し計18イニングを投げ、30奪三振、防御率0.00を記録。

### ドジャース復帰
同年8月8日にロサンゼルス・ドジャースとマイナー契約を結び、同日中にAA級タルサ・ドリラーズに配属された。そして、15日にAAA級オクラホマシティ・ベースボールクラブに昇格した。ただ、この年も移籍前を含めてメジャーに昇格する機会は無く、オフの11月4日にFAとなった。

### ドジャース傘下退団後
当初ミルウォーキー・ブルワーズとマイナー契約を結び、翌2025年のスプリングトレーニングに招待選手として参加することになっていたが、12月16日に一転して日本球界入りを目指し、自由契約となった。

### 阪神時代
2024年12月29日、NPBの阪神タイガースへの入団が発表された。推定年俸は75万ドル（約1億1600万円）。背番号は20。阪神の嶌村聡球団本部長は、「先発の時でも平均球速が150km/h以上出る。うちの先発はどちらかと言うと技巧派が多いから、他球団の強力打線を抑えるにはこういう投手が必要と思った」と獲得の意図を説明した。
2025年は一軍主力が集まる宜野座でキャンプインし、体調不良で一時離脱するも完走。オープン戦でもアピールを続け、開幕ローテーション入りを果たした。4月3日の対横浜DeNAベイスターズ戦（京セラドーム大阪）で一軍初登板・初先発（6回1失点、勝敗付かず）。5月3日の対東京ヤクルトスワローズ戦（阪神甲子園球場）では、6回無失点の好投で来日初勝利を挙げると同時に初安打も記録した。6月5日の対北海道日本ハムファイターズ戦（エスコンフィールドHOKKAIDO）で、6回2/3を無失点、12奪三振の好投で2勝目を挙げると、6月19日の対千葉ロッテマリーンズ戦（甲子園）では、来日初完投、初完封を記録（3勝目）。6月はこの2試合を含む4試合に登板し3勝1敗、防御率1.01、26回2/3を投げて36奪三振を記録するなど高い安定感と奪三振能力を見せ、自身初となる月間MVPに選出された。7月5日の対DeNA戦（横浜スタジアム）では再び完封勝利を挙げ、5勝目をマークした。

## 投球スタイル
最速97.8マイル（約157.3km/h）、平均95マイル（約153km/h）の速球を中心に、130km/h台のチェンジアップ、スライダー、ナックルカーブ、カットボールを操る。右腕を後方に伸ばす投げ方が故障の原因と指摘されているが、打者には厄介とも言われている。

## 人物
愛称は、「デュープ」。
ナイキ製のゴーグルを着用してプレーしている。
高校時代は野球とアメリカンフットボールの両方で活躍し、また国内のトップ大学に入学できるほど学業成績が優秀で、名門イェール大学でクォーターバックとしてプレーする計画を立てていた時期もあった。好きな科目は数学と科学。
趣味は釣りや映画。子供の頃からマイケル・ジョーダンのファンで、お気に入りの映画としてマイケル・ジョーダン主演の『スペース・ジャム』や、『ワイルド・スピード』シリーズを挙げている。
姓のデュプランティエはカナ8文字で、これは阪神に在籍した外国人選手では、1962年に在籍し未出場だった投手のマーク・ブラウンスタイン、1972年に54試合に出場した野手のレオン・マックファーデンと並んで最長タイ。
2025年6月19日に行われたセ・パ交流戦のロッテ戦でのヒーローインタビューの締めのコメントを求められた際に、「そうですね。そうですね。ぼちぼちいこうか。お願いします」と日本語でコメントした。そのコメントが話題となり、「でゅーぷのぼちぼちいこか」のTシャツとフェイスタオルの2つのグッズが2025年7月11日から販売されている。

## 詳細情報

### 年度別投手成績
| 年 度    | 球 団    | 登 板 | 先 発 | 完 投 | 完 封 | 無 四 球 | 勝 利 | 敗 戦 | セ 丨 ブ | ホ 丨 ル ド | 勝 率 | 打 者 | 投 球 回 | 被 安 打 | 被 本 塁 打 | 与 四 球 | 敬 遠 | 与 死 球 | 奪 三 振 | 暴 投 | ボ 丨 ク | 失 点 | 自 責 点 | 防 御 率 | W H I P |
| -------- | -------- | ----- | ----- | ----- | ----- | -------- | ----- | ----- | -------- | ----------- | ----- | ----- | -------- | -------- | ----------- | -------- | ----- | -------- | -------- | ----- | -------- | ----- | -------- | -------- | ------- |
| 2019     | ARI      | 15    | 3     | 0     | 0     | 0        | 1     | 1     | 1        | 0           | .500  | 163   | 36.2     | 39       | 2           | 18       | 1     | 5        | 34       | 2     | 0        | 18    | 18       | 4.42     | 1.55    |
| 2021     | ARI      | 4     | 4     | 0     | 0     | 0        | 0     | 3     | 0        | 0           | .000  | 70    | 13.0     | 19       | 5           | 8        | 0     | 2        | 12       | 0     | 0        | 19    | 19       | 13.15    | 2.08    |
| MLB：2年 | MLB：2年 | 19    | 7     | 0     | 0     | 0        | 1     | 4     | 1        | 0           | .200  | 233   | 49.2     | 58       | 7           | 26       | 1     | 7        | 46       | 2     | 0        | 37    | 37       | 6.70     | 1.69    |

- 2024年度シーズン終了時

### 年度別打撃成績
| 年 度    | 球 団    | 試 合 | 打 席 | 打 数 | 得 点 | 安 打 | 二 塁 打 | 三 塁 打 | 本 塁 打 | 塁 打 | 打 点 | 盗 塁 | 盗 塁 死 | 犠 打 | 犠 飛 | 四 球 | 敬 遠 | 死 球 | 三 振 | 併 殺 打 | 打 率 | 出 塁 率 | 長 打 率 | O P S |
| -------- | -------- | ----- | ----- | ----- | ----- | ----- | -------- | -------- | -------- | ----- | ----- | ----- | -------- | ----- | ----- | ----- | ----- | ----- | ----- | -------- | ----- | -------- | -------- | ----- |
| 2019     | ARI      | 15    | 8     | 8     | 1     | 1     | 0        | 0        | 0        | 1     | 0     | 0     | 0        | 0     | 0     | 0     | 0     | 0     | 5     | 0        | .125  | .125     | .125     | .250  |
| 2021     | ARI      | 4     | 3     | 2     | 0     | 0     | 0        | 0        | 0        | 0     | 0     | 0     | 0        | 0     | 0     | 0     | 0     | 1     | 2     | 0        | .000  | .333     | .000     | .333  |
| MLB：2年 | MLB：2年 | 19    | 11    | 10    | 1     | 1     | 0        | 0        | 0        | 1     | 0     | 0     | 0        | 0     | 0     | 0     | 0     | 1     | 7     | 0        | .100  | .200     | .100     | .300  |

- 2024年度シーズン終了時

### 年度別守備成績
| 年 度 | 球 団 | 投手（P） | 投手（P） | 投手（P） | 投手（P） | 投手（P） | 投手（P） |
| 年 度 | 球 団 | 試 合     | 刺 殺     | 補 殺     | 失 策     | 併 殺     | 守 備 率  |
| ----- | ----- | --------- | --------- | --------- | --------- | --------- | --------- |
| 2019  | ARI   | 15        | 2         | 2         | 0         | 1         | 1.000     |
| 2021  | ARI   | 4         | 0         | 1         | 0         | 0         | 1.000     |
| MLB   | MLB   | 19        | 2         | 3         | 0         | 1         | 1.000     |

- 2024年度シーズン終了時

### 表彰

#### NPB
- 月間MVP：1回（投手部門：2025年6月[35]）

### 記録

#### MiLB
- オールスター・フューチャーズゲーム選出：1回（2017年）

#### NPB
初記録
投手記録
- 初登板・初先発登板：2025年4月3日、対横浜DeNAベイスターズ3回戦（京セラドーム大阪）6回1失点で勝敗つかず[36]
- 初奪三振：同上、1回表に梶原昂希から見逃し三振
- 初勝利・初先発勝利：2025年5月3日、対東京ヤクルトスワローズ6回戦（阪神甲子園球場）、6回無失点[37]
- 初完投・初完投勝利・初完封：2025年6月19日、対千葉ロッテマリーンズ3回戦（阪神甲子園球場）、9回無失点[38]

打撃記録
- 初打席：2025年4月3日、対横浜DeNAベイスターズ3回戦（京セラドーム大阪）2回裏にアンソニー・ケイから遊ゴロ
- 初安打：2025年5月3日、対東京ヤクルトスワローズ6回戦（阪神甲子園球場）、2回裏に奥川恭伸から中前安打[39]

### 背番号
- 57（2019年）
- 34（2021年）
- 20（2025年[15] - ）